# Mediterranea planospiroides
Mediterranea planospiroides is een slakkensoort uit de familie van de Oxychilidae. De wetenschappelijke naam van de soort is voor het eerst geldig gepubliceerd in 1969 door Riedel.